# Aly Hilberts
Aly Hilberts-Stolte (1942) is een Nederlandse schrijfster uit Hasselt van kinderboeken voor de leeftijd van 8 tot 12 jaar.
Ze werkte 40 jaar in het basisonderwijs. Sinds 2003 werkte ze jaarlijks een periode in het Surinaamse onderwijs. Ze wil met haar verhalen kinderen positief aan het nadenken zetten en hen helpen om zich te spiegelen aan soortgelijke ervaringen.